# Wolfenbüttel
Wolfenbüttel város Németországban, Alsó-Szászországban az Oker folyó mellett, a braunschweigi evangélikus egyházkerület püspöki székhelye.

## Fekvése
Wolfenbüttel Alsó-Szászország délkeleti részén fekszik a Harz-hegység és a Lüneburger Heide között. A város 12 km-re délre van Braunschweigtól, körülbelül 60 km-re dél-délkeletre a tartományi székhely Hannovertől és közvetlenül Salzgitter mellett kelet-északkeletre. További városok a környéken Bad Harzburg, Goslar, Hildesheim, Peine és Wolfsburg.
A várost átszeli az Oker egy szakasza, amelybe a déli Halchter városrészben a keletről érkező Altenau torkollik. A várostól délre található az Oderwald, keletre a Naturpark Elm-Lappwald, délkeletre az Asse hegyvonulat és az Ösel hegy. Valamivel távolabb, délnyugati irányban fekszik a Salzgitter-hegység. A várost északról a Lechlumer Holz és Atzumer Busch erdők határolják.

## Története
A várost feltételezhetően a 10. század körül alapították, amikor egy Wulferus nevű telepesnek gázlója volt az Oker mocsaras lapályán. Az átkelési lehetőség vonzotta ide az első letelepedőket. A Rajna és Elba közötti forgalmas kereskedelmi és katonai útvonalon jött létre a Wulferisbuttle település. Az út a szomszédos Braunschweigon, a halberstadti és hildesheimi püspökségen át Lipcsébe vezetett.
Az első írásos említés 1118-ban W[u]lferesbutle néven maradt fenn. Ebben az időben Wolfenbütteli Widekind erődítményt épített a településen. A vár védelmet nyújtott az utazóknak és a kereskedőknek a bizonytalan időkben. A wolfenbütteli vár volt az alapja a mai városnak.
1283-ban I. Henrik herceg székhelyévé tette és tovább erődítette Wolfenbüttelt. 1430 körül Wolfenbüttel a braunschweig-lüneburgi hercegek állandó székhelyévé lett, amelyet 1542-ben a schmalkaldeni liga csapatai dúltak fel. A betörés után Julius herceg alatt megerősítették a gátkaput és felépítették keleten az új Heinrichstadtot. 1567-ben épült meg a Heinrich-előváros mellett a Julius-előváros, az egykori rakodóhely. Ezt az elővárost kereskedelmi településnek tervezték, amely hercegi privilégiumával Braunschweigot próbálta megelőzni. II. Ágost herceg alatt 1652-ben épült meg a gátkapu nyugati oldalán Auguststadt, a kézműves- és katonai település.
1753-ig Wolfenbüttel a Braunschweig-Wolfenbütteli Hercegség székhelye volt. Itt tevékenykedett 1690 és 1716 között Gottfried Wilhelm Leibniz, illetve 1770 és 1781 között Gotthold Ephraim Lessing, aki a hercegi könyvtár könyvtárosaként itt írta meg a Bölcs Náthánt. A 17. század elején Michael Praetorius zeneszerző volt az udvari karmester.

## Lakossága
Wolfenbüttel hozzávetőleg 54 000 állandó és további 2000 ideiglenes lakossal rendelkezik.
Az Alsó-Szászországi Statisztikai Hivatal adatai; a nyilvántartás december 31-i állapotot tükröz.
- 1776: Az udvar áthelyezése Braunschweigba és hétéves háború
- 1974: Tíz helység beolvasztása
- 1987: Népszámlálás

## Híres emberek

### Itt születtek
- 1724: Johann Julius Walbaum, orvos, természettudós
- 1739: Anna Amalie von Sachsen-Weimar-Eisenach hercegnő, zeneszerző
- 1757: Karoline Ludecus írónő
- 1763: Wilckens Henrik Dávid erdészprofesszor
- 1774: Carl Brandan Mollweide matematikus, csillagász
- 1813: Theodor Engelbrecht orvos, pomológus
- 1851: Victor Ehrenberg jogtudós
- 1872: Karl Steinacker művészettörténész
- 1875: Karl Bergwitz fizikus
- 1884: Kurt Meyer-Rotermund író, költő
- 1890: Georg Scholz festő
- 1890: August Fink művészettörténész
- 1943: Maina-Miriam Munsky festőnő
- 1961: Anna Susanne Jahn festőnő

### Itt tevékenykedtek
- Anton Wilhelm Amo filozófus, jogtudós
- Emil Berliner a hanglemez feltalálója
- Gottlieb Bertrandíró
- Julius Elster fizikus
- Paul Francke (1537-1610) hercegi építőmester
- Hans Friedrich Geitel (1855-1923) fizikus
- Martin Gosky (kb. 1586-1656) orvos, költő
- Otto von Heinemann (1824-1904) történész
- Isaak Markus Jost történész
- Erhart Kästner író
- Heinrich Andreas Koch (1707-1766) jogász, helytörténész
- Hermann Korb hercegi építőmester
- Gotthold Ephraim Lessing (1729-1781) író
- Johann Balthasar Lauterbach matematikus, építész
- Gottfried Wilhelm Leibniz természettudós
- Karl Friedrich Hieronymus Freiherr von Münchhausen
- Rudolf August Nolte (1703-1752) jogász, helytörténész
- Georg Österreich zeneszerző
- Michael Praetorius (1571-1621) zeneszerző
- Wilhelm Raabe (1831-1910) író
- Johannes Reiske (1641-1701) történész
- Johann Rosenmüller (1619-1684) zeneszerző
- Karl Schaper festő, szobrász
- Justus Georg Schottelius költő
- Georg Caspar Schürmann udvari karmester, zeneszerző, énekes
- Johann Gottfried Schwanberger udvari karmester, zeneszerző, zongoravirtuóz
- Julius Adolph von Söhne a második legrégebbi német újság (Aviso, Relation oder Zeitung) kiadója
- Johann Theile udvari karmester, zeneszerző
- Christian Friedrich Weichmann (1698-1770) jogász, költő
- Leopold Zunz hittudós

## Testvérvárosai
- Sèvres, Franciaország (1958)
- Kenosha, Egyesült Államok (1969)
- Szatmárnémeti, Románia (1970)
- Kamienna Góra, Lengyelország (2001)